# Murça (Murça)
Murça is een plaats (freguesia) in de Portugese gemeente Murça en telt 2184 inwoners (2001).